# Chaetochlorops scutellaris
Chaetochlorops scutellaris är en tvåvingeart som först beskrevs av Becker 1916.  Chaetochlorops scutellaris ingår i släktet Chaetochlorops och familjen fritflugor. Inga underarter finns listade i Catalogue of Life.